# Tell Hassuna

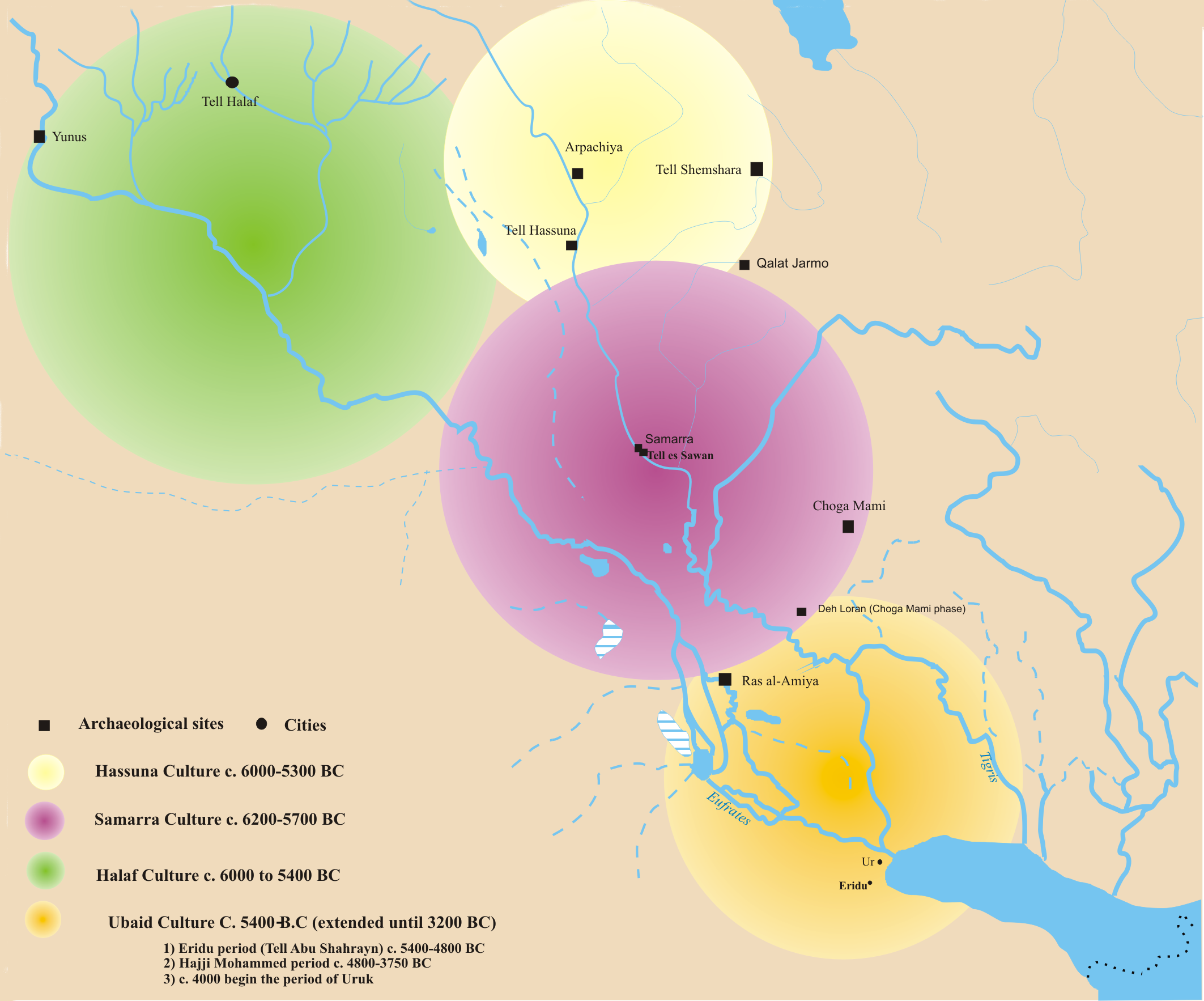
Cultures calcolítiques d'Hassuna i Halaf.

Hassuna (àrab: حسونة, Ḥasūna) o Tell Hassuna (àrab: تل حسونة, Tall Ḥasūna) és un jaciment arqueològic de Mesopotàmia a la governació de Nínive, a l'Iraq, a la riba oest del Tigris i al sud de Mossul a uns 35 km al sud-oest de Nínive.

## Història
L'establiment humà dataria de vers el 6000 aC i fins al 5500 aC; les pluges permetien el cultiu i foren els primers grangers de la zona. Van crear l'estil hassuna de terrissa (amb decoració lineal vermella). La població vivia en petits pobles o llogarets entre 8.000 i 32.000 metres quadrats. Les cases eren de fang i es construïen sobre patis centrals, eren de forma rectangular i amb magatzems d'una sola cambra annexos. La terrissa finament pintada va substituir els primers nivells de terrissa rude i sense decoració. S'han trobat destrals, falçs, pedres de polir, compartiments, forns de coure i nombrosos ossos d'animals domèstics, que mostren un estil de vida sedentari i pastoral. Algunes figuretes de femelles es pensa que estan relacionades amb el culte; els enterraments eren en gerres en què s'afegia menjar, suposadament per a una altra vida en la qual devien creure. La ceràmica d'Hassuna està relacionada amb la de Jericó, cosa que implica una gran expansió del sistema.
Dona nom a la cultura d'Hassuna de la qual Tell Hassuna és el principal jaciment, seguit del de Yarim Tepe al nord-oest de l'anterior als pendents del Djabal Sindjar.
Als cranis trobats, es presenta el mateix origen mediterrani present des del Paleolític superior a tot l'Orient Mitjà. A més de petites estàtues, s'ha trobat una mena de segells que són els més antics descoberts fins ara. Els estris i les armes eren d'obsidiana, però apareixen alguns ornaments de coure i plom.
Va durar de vers el 5500 al 5000 aC i va ser contemporània al nord amb la cultura d'Halaf i al sud amb la cultura de Samarra, que en la seva primera fase (vers 6200 a 5700 aC) constituiria, de fet, el seu prolongament temporal i espacial, per després ser absorbida per aquesta en la seva fase mitjana i final; és per això que sovint s'anomena cultura d'Hassuna-Samarra. La seva base econòmica era l'agricultura de secà complementada amb cacera i ramaderia. Els estris són pobres i la ceràmica, encara que més avançada que la d'Umm Dabaghiya, era poc vistosa.

## Arqueologia
Tell Hassuna fou excavada el 1943 i 1945 per un equip britànic. El lloc no és gaire gran (150 x 200 metres, i 7 metres d'altura).